# 1998年度四台聯頒音樂大獎得獎名單
1998年度四台聯頒音樂大獎

## 卓越表現大獎
- 頒發場合：新城勁爆歌曲頒獎禮
- 歌手：陳奕迅

## 歌曲大獎
- 頒發場合：十大勁歌金曲頒獎典禮
- 歌曲：情誡
- 歌手：王菲
- 作曲：Adrian Chan
- 作詞：林夕

## 大碟大獎
- 頒發場合：叱吒樂壇流行榜頒獎典禮
- 大碟：釋放自己
- 歌手：張學友
- 監製：歐丁玉

## 傳媒大獎
- 頒發場合：十大中文金曲頒獎音樂會
- 歌手：劉德華
- 作曲家：吳國敬
- 填詞家：林夕